# Final Fantasy: The Spirits Within
Final Fantasy: The Spirits Within (titulada: Final Fantasy: La fuerza interior en España y  Final Fantasy: El espíritu en nosotros en Hispanoamérica) es una película de animación por computadora de ciencia ficción del director Hironobu Sakaguchi, creador de la serie de videojuegos RPG Final Fantasy. Estrenada en el año 2001, fue el primer intento serio de crear humanos animados fotorrealísticamente por medio de ordenadores. También fue uno de los fracasos más grandes de taquilla de la historia, con pérdidas de más de 120 millones de dólares, que provocaron la bancarrota de Square Pictures y la fusión de Squaresoft con Enix dando lugar a Square Enix.

## Argumento
En el año 2065, tras la llegada de un meteorito, la Tierra es invadida por unos extraterrestres de apariencia espectral. Las ciudades son arrasadas, generando un estado de confusión y destrucción en todo el planeta. 
Ante la imposibilidad de luchar contra estos seres, la escasa población terrestre decide atrincherarse en ciudades escudo mientras intentan buscar una forma de sobrevivir. Pero el tiempo se acaba.
Los habitantes del planeta se debaten entre buscar nuevas maneras de combatir el ataque extraterrestre o abandonar la Tierra y aniquilarla. Pero una bella e inquietante doctora llamada Aki Ross se aferra a los valores de la condición humana confiando en que debe existir un futuro esperanzador para la Tierra. 
Con el objetivo de entender y luchar directamente contra el enemigo, Aki decide infectarse con un virus alienígena y así conseguir la clave que derrote a estos extraños seres. La búsqueda de Aki no será fácil, el tiempo no corre a su favor ya que cuenta con la oposición del General Hein, que está decidido a aniquilar a los extraterrestres con un arma mortífera que podría destruir la totalidad del planeta Tierra. 
Pero la doctora Ross no está sola; dispone de la ayuda del eminente Doctor Sid y el escuadrón Deep Eyes, liderado por el Capitán Gray Edwards. Todos juntos intentarán salvar la Tierra, mientras los planes del General Hein avanzan inexorablemente.

## Personajes
- Aki Ross: es una brillante y hermosa científica que se convertirá en la última esperanza contra la extinción del planeta Tierra. Deberá utilizar sus conocimientos, su dedicación y su constancia para combatir a los extraterrestres. Aki todavía confía en los valores de la condición humana; para demostrarlo, llegará a poner su propia vida en peligro con el objetivo de salvar al planeta Tierra. Sus sueños, sus propios conflictos internos y su naturaleza optimista serán la clave para encontrar la respuesta que le permita evitar la destrucción del planeta Tierra.

- Doctor Sid: es un genio científico convencido de que debe existir algún método para poner fin a la invasión extraterrestre sin que eso afecte al planeta Tierra. Mentor de Aki, actúa como un padre para ella ayudándola a conseguir una solución final. Su visión innovadora en el campo de la ciencia puede ser la clave para el planeta. El Doctor Sid cree que el principio del caos planetario puede residir en el comportamiento de las personas.

- General Hein: es un excelente y experimentado estratega militar, pero su deseo de venganza y su ego eclipsan su sabiduría. Hein desea aniquilar a los alienígenas y terminar de una vez por todas con la invasión que ha destrozado la Tierra. El problema es que el método que ha ideado para poner fin a la devastadora invasión puede implicar el fin del planeta, pero ahora que los alienígenas han matado a su familia, nada le importa...

- Gray Edwards: capitán del ejército y líder del escuadrón Deep Eyes. Gray es una persona impulsiva que se enfrenta a enemigos o aliados por igual, aunque se ha ganado el apoyo incondicional de sus tropas por su lealtad, confianza y capacidad de liderazgo. Gray es amigo de Aki desde hace años, pero nunca se ha atrevido a declarar el amor que siente hacia ella. Ahora que la vida de Aki corre peligro, Gray luchará contra todo aquello que se oponga a sus objetivos.

- Jane: rompe los estereotipos, su impresionante belleza y excelente forma física se unen a su lealtad y compañerismo como soldado miembro del escuadrón Deep Eyes. Fría y calculadora en su trabajo, no le importa arriesgar su propia vida en el campo de batalla. Entre Jane y Neil hay una relación especial de amor y odio que nunca llega a cuajar.

- Neil: el cerebro detrás del escuadrón Deep Eyes, Neil aplica su fortaleza mental y física para desafiar a los depredadores alienígenas, posee un sarcástico sentido del humor que desmiente su pesimismo intelectual. Neil es un componente íntegro y de confianza del escuadrón.

- Ryan: es el sargento del escuadrón Deep Eyes y segundo al mando. Ryan muestra una dedicación tenaz hacia su equipo y su causa. Su confianza en sí mismo y su valor sirven de ejemplo a sus compañeros soldados. Aunque en algunas ocasiones sea irreverente, Ryan reconoce su deber a su superior y mejor amigo, Gray Edwards. Luchará por la victoria hasta que derrote a sus oponentes.